# Famiglia Accolti
La famiglia Accolti è stata una famiglia di tipografi e librai attiva a Roma nella seconda metà del XVI secolo.

## Storia familiare
Scarsissime sono le notizie biografiche sul conto degli Accolti. Il gruppo familiare è composto da Giulio Accolti, sua moglie Menica e i due figli: Flaminio, che sarà diseredato, e Vincenzo.
Di origini bresciane, Giulio Bolani assume il nome Accolti dopo il riconoscimento da parte di uno zio paterno, Benedetto Accolti, a causa del quale viene anche coinvolto nell'inchiesta su una congiura contro papa Paolo IV. L'Accolti si forma a Venezia nella bottega di Antonio Manuzio, figlio del più celebre Aldo Manuzio e compie alcuni soggiorni in Francia, Svizzera e Germania. Dal 1557, però, lo ritroviamo a Roma, dove gestisce insieme alla moglie Menica una bottega da tipografo e libraio nel Rione Borgo, in Banchi Nuovi. Dopo la morte di Giulio, avvenuta tra il dicembre 1571 e il marzo 1572, Menica assume la tutela giuridica del figlio e della bottega fino a quando, nel 1574, Vincenzo succede legalmente al padre, pubblicando sia autonomamente, sia in società con un altro tipografo, Valente Panizza, tra il 1574 e il 1575. Vincenzo gestirà l'attività familiare insieme alla moglie Dorotea fino alla morte, avvenuta nel 1596.

## Menica Accolti
Il successo per la tipografia degli Accolti arriva nel 1567 grazie all'amicizia di Giulio con Paolo Manuzio, fratello di Antonio e direttore della Stamperia del Popolo Romano. Manuzio chiede la collaborazione dell'amico per la pubblicazione del Breviarium Romanum, modificato da Pio V in base alle delibere del Concilio di Trento.  Per rifornirsi del materiale necessario a tale impresa tipografica, l'Accolti aveva dovuto recarsi a Venezia e, grazie a una lettera che in questa occasione Paolo Manuzio scrive al figlio, possediamo una testimonianza certa dell'attiva presenza della moglie Menica in bottega, oltre che dei due figli.
"Bolani è partito per Venezia per fornirsi di ciò gli bisogna a lavorar due torcoli nel Breviario in-8º... Credo che sarà la ventura di Giulio, perché si servirà di due figliuoli, di sua moglie e di se stesso"
Il diretto e attivo coinvolgimento in bottega non solo dei figli maschi, destinati a succedere al padre nella gestione dell'attività, ma anche delle donne di famiglia, mogli o figlie che fossero, era una prassi consolidata in tutta Europa sin dal Basso Medioevo.  Fin dalla prima Età Moderna la loro presenza silenziosa diventa, però, sempre più difficile da rilevare a causa del più rigido strutturarsi degli statuti corporativi, che le escludono categoricamente dal novero dei membri, e del nuovo orientamento della produzione manifatturiera cittadina che privilegia da ora in modo molto più marcato la manodopera maschile specializzata, relegando le donne ai gradini più bassi della catena produttiva. E tuttavia, il ruolo svolto dalle donne in ambito manifatturiero e artigianale rimane molto significativo, soprattutto nell'ambito dell'attività di famiglia. È questo il caso della moglie di Giulio Accolti, Menica, che, pur essendo menzionata rarissimamente nella documentazione, facente capo solo al marito come soggetto giuridico attivo, lavorava quotidianamente al suo fianco, condividendone le competenze in ambito tipografico e librario. Non conoscendo la data del loro matrimonio, tuttavia, non possiamo affermare con certezza quando Menica, di probabili origini bolognesi, cominciò a lavorare insieme al marito. La presenza della donna emerge brevemente dall'ombra solamente dopo la morte di Giulio. Tra il 1572 e il 1573, infatti, dalla bottega di famiglia escono quattro edizioni genericamente sottoscritte Haeredes Iulij Accolti o heredi di Giulio Accolti. Dietro a questa dicitura si cela Menica, usufruttuaria dei beni del defunto marito e tutrice del figlio Vincenzo. La donna, insomma, sembra veicolare il passaggio di consegne dal padre al figlio nella gestione dell'attività familiare, secondo uno schema ampiamente attestato per l'ambiente artigianale e manifatturiero di Età Moderna. Alle donne, in assenza del marito o in seguito alla morte di quest'ultimo, era infatti comunemente riconosciuta dalla legge e dalle consuetudini la tutela dei figli e la responsabilità delle attività di famiglia. Anche la moglie di Vincenzo, Dorotea, rimasta vedova nel 1596, porterà avanti da sola la tipografia.
A partire dal 1574 Vincenzo succede legalmente al padre, assumendo la piena proprietà della bottega e la figura della madre Menica scivola nuovamente nell'ombra, impedendoci di sapere se e fino a quando continuasse a lavorare insieme a Vincenzo.

## Marche tipografiche utilizzate

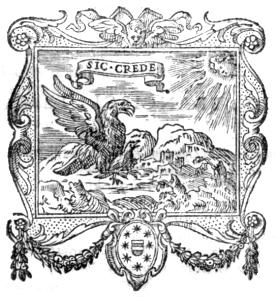
Marca tipografica utilizzata dalla famiglia Accolti CNCM 58

La marca tipografica degli Accolti raffigurava un'aquila e un aquilotto che fissano il sole, sormontati da un nastro con il motto Sic crede. Questa iconografia di base venne utilizzata continuativamente da tutti i membri della famiglia e fu soggetta nel tempo e nelle varie edizioni solo a lievi variazioni.

## Edizioni stampate

### Dal 1566 al 1571
Al di là della partecipazione all'edizione del 1568 del Breviarium Romanum, sul quale tuttavia non appare il nome degli Accolti, dai torchi della bottega gestita da Giulio e Menica escono tra 1566 e 1571 numerose opere, sottoscritte apud Iulium Accoltum o appresso Giulio Accolto. Si tratta principalmente di testi a soggetto religioso ma anche profano e appartenenti ai più svariati generi. Sono state censite 47 edizioni tra cui:
- Palladio, Andrea, L'antichita' di Roma di m. Andrea Palladio, raccolta breuemente da gli auttori antichi, et moderni. Di nuovo ristampata, et corretta. Di quest'opera sono state censite ben tre edizioni uscite dalla bottega degli Accolti rispettivamente nel 1566 (CNCE 23108)[10], del 1568 (CNCE 23112)[11] e del 1570 (CNCE 47207)[12].
- Teti, Carlo, Discorsi di fortificationi, del sig. Carlo Theti napolitano.Al serenissimo et potentissimo imperatore Massimiliano secondo d'Austria suo signore. CNCE 23118[13].
- Cirillo, Bernardino, Annali della città dell'Aquila, con l'historie del suo tempo, di Bernardino Cirillo aquilano. CNCE 12595[14].
- Tommaso d'Aquino, Diui Thomae Aquinatis doctoris angelici Ordinis fratrum praedicatorum Opera omnia gratiis privilegiisque Pii V pont. max CNCE 48116[15]. Gli Accolti furono coinvolti in questa monumentale impresa tipografica dagli eredi di Antonio Blado e Giovanni Osmarino, a cui il cardinale Grimani, con una generosa sovvenzione da parte di papa Pio V, aveva commissionato l'opera. Gli Accolti parteciparono per un terzo, per cui si hanno copie dell'opera che recano la sottoscrizione apud haeredes Antonii Bladii et Ioannem Osmarinum Liliotum e copie sottoscritte apud Iulium Accoltum[5].
- Mirabilia Romae, Le cose marauigliose dell'alma città di Roma, doue si tratta delle chiese, stationi, indulgenze, & reliquie de' corpi santi, che sono in essa. Con la guida romana, ch'insegna a tutti i forestieri a ritrouare le piu notabil cose di Roma. Et i nomi de i sommi pontefici, de gl'imperatori, de i re di Francia, & di Napoli, de i dogi di Venetia, & duchi di Milano. Con vn trattato d'acquistar l'indulgentie. Di quest'opera sono state censite tre edizioni provenienti dai torchi degli Accolti, rispettivamente del 1566 (CNCE 23104)[16], del 1568 (CNCE 23111)[17] e del 1570 (CNCE 23121)[18].
- Cavalieri di Malta, Trattato delle ceremonie che s'vsano nel creare i caualieri di s. Giouanni Gierosolimitano. Con la descrittione dell'isola di Malta. CNCE 41705[19].

### Dal 1572 al 1573
Negli anni in cui Menica assume la tutela del figlio e della bottega, tra il 1572 e il 1573, pubblica quattro edizioni, sottoscritte Haeredes Iulij Accolti o heredi di Giulio Accolti:
- Bartholomeu dos Martyres Stimulus pastorum ex sententijs patrum concinnatus, in quo agitur de vita et moribus episcoporum aliorumque praelatorum, per reuerendiss. d. d. Bartholomaeum a Martyribus archiepiscopum Bracharensem et Hispaniae primatem.Di quest'opera esiste un'edizione nel 1572 (CNCE 4295)[20]e una nel 1573 (CNCE 52456)[21].
- Censura in glossas et additiones iuris canonici, omnibus exemplaribus hactenus excusis, respondens. Librorum, titulorum, et capitulorum numerus, omnibus paginarum uero Lugdun. et Venet. codicibus, post annum 1553 impressit, respondet.CNCE 10771[22].
- Palladio, Andrea, L'antichita' di Roma di m. Andrea Palladio, raccolta breuemente da gli auttori antichi, et moderni. Di nuovo ristampata, et corretta. CNCE 23123[23].

### Dal 1574 al 1596
A partire dal 1574, anno in cui Vincenzo assume la gestione della bottega di famiglia, vengono pubblicate apud Vincentium Accoltum o appresso Vincenzo Accolto o typis Vincenti Accolti numerose opere. Non conoscendo la data de matrimonio con Dorotea non siamo in grado di dire a partire da quando la moglie lavori al suo fianco. Ancora una volta i testi editi dalla bottega Accolti sono prevalentemente di carattere religioso. Ne sono stati censiti 171 tra cui possiamo segnalare numerose opere del teologo Martín de Azpilcueta e la Canzone nella creazione del santissimo papa Gregorio XIII di Torquato Tasso (CNCE 48012). Nel 1582 dai torchi di Vincenzo Accolti esce anche il nuovo Calendario Gregoriano, introdotto proprio in quell'anno da papa Gregorio XIII (CNCE 11281).
All'interno della produzione troviamo però anche testi di argomento profano, come altre edizione della medesima opera del Palladio già edita in passato e dei Mirabilia Romae, ma anche alcuni classici latini.
Si segnalano anche alcuni esempi di letteratura "scientifica" come:
Andrea Bacci, De venenis, et antidotis prolegomena, seu communia præcepta ad humanam vitam tuendam saluberrima ... De canis rabiosi morsu, et eius curatione. Andrea Baccio Elpidiano medico, atque philosopho in almæ Urbis gymnasio doctore.CNCE 3830.
Quattrami Evangelista, La vera dichiaratione di tutte le metafore, similitudini, & enimmi de gl'antichi filosofi alchimisti, tanto caldei & arabi, come greci & latini, vsati da loro nella descrittione, & compositione dell'oro potabile, elissire della vita, quinta essenza, & lapis filosofico. Oue con vn breue discorso della generatione de i metalli, & quasi di tutte l'opere di natura, secondo i principij della filosofia, si mostra l'errore, & ignoranza (per non dir l'inganno) di tutti gl'alchimisti moderni. Per frate Euangelista Quattrami da Gubbio dell'Ordine eremitano di s. Agostino, semplicista, et distillatore dell'illustriss. et reurendissimo sig. card. d'Este. CNCE 23331.
Orsini, Latino, Trattato del radio latino. Istrumento giustissimo & facile piu d'ogn'altro per prendere qual si voglia misura, & positione di luogo tanto in cielo, come in terra. Il quale oltre alle operationi proprie sue fa anco tutte quelle della gran regola di C. Tolomeo, & dell'antico radio astronomico. Inuentato dall'ill.mo et eccell.mo signor Latino Orsini. CNCE 37283.
Gonzalez de Mendoza, Juan, De la historia de las cosas mas notables, ritos y costumbres, del gran reyno dela China, como por relacion de religiosos y otras personas que an estado en el dicho reyno. Hechas y ordenade por el maestro Ioan Gonzalez de Mendoça. dela Orden de S. Augustin, y penitenciario apostolico ... Con vn itinerario del nueuo mundo. CNCE 21454.
In società con Valente Panizza, tra 1574 e 1575, Vincenzo Accolti dà alle stampe 3 edizioni:
- Foglietta, Umberto, Vberti Folietae Clarorum Ligurum elogia. CNCE 19319[30].
- Foglietto Umberto, Vberti Folietae Opuscula nonnulla quorum index est in versa pagina ad Ptolemaeum Gallium cardinalem Comensem amplissimum.CNCE 19321[31].
- Maiorano Ludovico, Clypeus militantis ecclesiae seu De vero Dei cultu libri tres ... Ludouico Maiorano Grauinate canonico regulari lateranensi authore. Eiusdem De opt. reip. statu oratio quam misit ad patres in Concilio Tridentino. CNCE 23598[32].